# ماساتو سومی
ماساتو سومی (به ژاپنی: 角雅人،  زادهٔ ۱۷ مارس ۱۹۹۴) یک کشتی‌گیر فرنگی‌کار اهل کشور ژاپن است.
از افتخارات وی می‌توان به کسب مدال برنز بازی‌های آسیایی ۲۰۲۲ اشاره کرد.